# Кауэн, Джером
Джером Кауэн (англ. Jerome Cowan), полное имя Джером Палмер Кауэн (англ. Jerome Palmer Cowan; 6 октября 1897 года — 24 января 1972 года) — американский актёр театра, кино и телевидения 1920—1970-х годов.
За свою карьеру Кауэн сыграл в 134 фильмах, среди них такие картины, как «Потанцуем?» (1937), «Жизнь даётся один раз» (1937), «Старая дева» (1939), «Завоевать город» (1940), «Мальтийский сокол» (1941), «Высокая Сьерра» (1941), «Кто это сделал?» (1942), «Песня Бернадетт» (1943), «Мистер Скеффингтон» (1944), «Чудо на 34-й улице» (1947) и «Пригоршня чудес» (1961).

## Ранние годы жизни и театральная карьера
Джером Кауэн родился 6 октября 1897 года в Нью-Йорке в семье кондитера шотландского происхождения.
Сразу после школы Кауэн начал работать в театре и на эстраде, а в 1923 году дебютировал на Бродвее в комедии «У нас должны быть деньги». В 1930-х годах Кауэн сыграл в десяти бродвейских спектаклях, среди них мелодрама «Фрэнки и Джонни» (1930), драма «Просто напоминаю» (1931), пьеса «Свидания» (1932), комедия «Маленькая чёрная книга» (1932—1933), пьеса «Марафон» (1933), драма «Оба наших дома» (1933), музыкальное ревю «Когда тысячи приветствуют» (1933—1934), драма «Деньги леди» (1934), трагедия «Пути славы» (1935) и романтическая комедия «Мальчик встречает девочку» (1935—1937).
В 1936 году Кауэн отправился в Голливуд, чтобы продолжить карьеру в кино, однако в 1950-е годы он вернулся на Бродвей, сыграв в комедиях «Мои три ангела» (1953—1954), «Сумасшедшие и влюблённые» (1954—1955), «Суматоха» (1957) и «Скажи, дорогая» (1958—1959).

## Карьера в кинематографе
На игру Кауэна в спектакле «Мальчик встречает девочку» обратил внимание кинопродюсер Сэмюэл Голдвин, пригласив актёра сыграть страстного ирландского патриота в драме «Любимый враг» (1936), и в 1936 году Кауэн приехал в Голливуд.
В 1937 году Кауэн сыграл роль врача в фильме нуар Фрица Ланга «Жизнь даётся один раз» (1937) с Генри Фондой в главной роли, импресарио — в музыкальной комедии «Потанцуем?» (1937) с Фредом Астером, а также капитана — в приключенческой мелодраме Джона Форда «Ураган» (1937).
После нескольких ролей Кауэн «нашёл для себя нишу утончённого щёголя». В этом амплуа он, в частности, предстал в комедийном детективе «Всегда есть женщина» (1938) с Джоан Блонделл и мелодраме «Старая дева» (1939) с Бетт Дейвис. В 1940 году он сыграл в спортивно-музыкальной мелодраме «Завоевать город» (1940) с Джеймсом Кэгни и Энн Шеридан, криминальной мелодраме «Замок на Гудзоне» (1940) с Джоном Гарфилдом и приключенческой комедии «Выжженная зона» (1940), снова с Кэгни и Шеридан.
Одной из наиболее известных ролей Кауэна в кино стала роль частного детектива Майкла Арчера, партнёра Сэма Спейда (Хамфри Богарт) в классическом фильме нуар «Мальтийский сокол» (1941). Героя Кауэна убивают в первую же ночь после того, как партнёры получают новое задание. В том же году Кауэн сыграл ещё в одном значимом фильме нуар с Богартом — «Высокая Сьерра» (1941), а также в мелодраме «Великая ложь» (1941) с Бетт Дейвис и фильме нуар «Берег в тумане» (1941) с Айдой Лупино.
Среди фильмов Кауэна в 1942 году наиболее заметными были фильм нуар «Полнолуние» (1942) с Жаном Габеном, комедийный детектив «Кто это сделал?» (1942) с Эбботтом и Костелло и фильм нуар «Улица удачи» (1942) с Клер Тревор. Год спустя он сыграл небольшую роль императора Наполеона III в религиозной мелодраме «Песня Бернадетт» (1943). Кауэн дважды исполнил главные роли частного детектива в криминальных мелодрамах категории В «Найти шантажиста» (1943) и «Преступление ночью» (1944). В 1944 году он также сыграл роль бывшего мужа Бетт Дейвис в мелодраме «Мистер Скеффингтон» (1944) и роль друга семьи в фильме нуар «Гостья в доме» (1944) с Энн Бакстер в главной роли. Год спустя Кауэн появился в роли гангстера в криминальном фильме ужасов «Туманный остров» (1945), а также сыграл в романтической мелодраме «Достать подтяжки Гарти» (1945) и в детективе «Отвага криминального доктора» (1945).
В 1946 году Кауэн был мелким гангстером в фильме нуар «Крайний срок — на рассвете» (1946), а также сыграл в мелодраме с Барбарой Стенвик «Моя репутация» (1946), комедии «Клодия и Дэвид» (1946) с Дороти Макгуайр и в малобюджетных криминальных фильмах «Убийство в Мюзик-Холле» (1946) и «Крайний срок для убийства» (1946), в котором у него была одна из главных ролей.
На следующий год Кауэн сыграл одну из своих самых памятных ролей в классической рождественской истории «Чудо на 34-й улице» (1947), представ в образе незадачливого окружного прокурора, которому не удаётся доказать, что Крис Крингл не является Санта-Клаусом на том основании, что Санта-Клауса не существует. В том же году он исполнил роль судебного обвинителя в фильме нуар «Неверная» (1947) с Энн Шеридан, нервного информатора в криминальной комедии «Сброд» (1947) и сенатора в криминальной мелодраме «Ложная тревога» (1947) с Эрролом Флинном и Барбарой Стенвик. Кроме того, в течение 1947—1948 годов Кауэн принял участие в съёмках шести комедийных фильмов из серии про Блонди, исполнив роль шефа архитектурного бюро, в котором работает жених главной героини. В 1948 году Кауэн сыграл также в комедии «Невеста июня» (1948) с Бетт Дейвис и фильме нуар «У ночи тысяча глаз» (1948) с Эдвардом Робинсоном, а год спустя был редактором в драме «Источник» (1949) по роману Айн Рэнд с Гэри Купером в главной роли, а также теневым дельцом в фильме нуар «Место преступления» (1949).
В 1950 году Кауэн сыграл в музыкально-биографическом фильме «Трубач» (1950) с Кирком Дугласом, приключенческой комедии «Девушка с „Фуллер Браш“» (1950) с Люсиль Болл, в музыкальной комедии «История в Вест-Пойнте» (1950) с Джеймсом Кэгни и вестерне «Даллас» (1950) с Гэри Купером. В 1950 году Кауэн ненадолго ушёл из Голливуда в театр и на телевидение, где ему предлагали более значимые роли. В этот период его наиболее заметными работами в кино стали роль следователя в фильме нуар «Толстяк» (1951) и роль адвоката — в фильме нуар «Система» (1953).
После возвращения в кино в 1959 году Кауэн сыграл в фантастических комедиях «Есть ракета — будет путешествие» (1959) с Тремя балбесами и «Визит на малую планету» (1960) с Джерри Льюисом. Он также сыграл мэра в комедии Фрэнка Капры «Пригоршня чудес» (1961) с Бетт Дейвис, после чего последовали комедии «Всей работы на одну ночь» (1961) с Дином Мартином, «Выбор критиков» (1963) с Бобом Хоупом, «Козёл отпущения» (1964) с Джерри Льюисом, музыкальная комедия «Фрэнки и Джонни» (1966) с Элвисом Пресли и криминальная комедия «Пенелопа» (1966) с Натали Вуд. Свою последнюю роль в кино Кауэн сыграл в комедийной мелодраме «Комик» (1969).

## Карьера на телевидении
С 1951 года Кауэн стал работать на телевидении, сыграв вплоть до 1971 года более чем в 1000 эпизодах 91 различного телесериала.
Кауэн стоял первым в списке актёров криминального телесериала «Не для печати» (1951, 5 эпизодов), где у него была одна из главных ролей криминального репортёра. В 1953—1957 годах Кауэн играл постоянную роль в мыльной опере «Доблестная леди» (1024 эпизода). В 1959 году он коротко, но сильно сыграл неузнаваемо постаревшую бывшую кинозвезду в эпизоде сериала «Сумеречная зона» (1959), где его партнёршей была Айда Лупино. В сезоне 1960—1961 годов Кауэн входил в основной состав комедийного сериала «Шоу Тэба Хантера», где играл роль владельца компании Comics, Inc. и босса главного героя, молодого художника комиксов Пола Моргана, которого играл Тэб Хантер.
Кауэн также играл в эпизодах таких популярных сериалов, как «Сыромятная плеть» (1959), «Перри Мейсон» (1959, 2 эпизода), «Ричард Даймонд, частный детектив» (1960), «Бэт Мастерсон» (1959—1960, 2 эпизода), «Миллионер» (1960), «Освободите место для папочки» (1961), «Обнажённый город» (1961), «Сансет-Стрип, 77» (1959—1963, 3 эпизода), «Бонанза» (1964), «Магнат» (1964—1965, 2 эпизода), «Гомер Куча, морпех» (1966), «Дэниел Бун» (1966). Свою последнюю роль он сыграл в 1971 году в эпизоде вестерн-сериала «Под именами Смит и Джонс».

## Актёрское амплуа и оценка творчества
Как отмечено в некрологе газеты «Лос-Анджелес таймс», «Джером Кауэн был многоопытным характерным актёром, 53-летняя карьера которого включила более двухсот фильмов и телепрограмм». Его внешность, отличительными чертами которой были «тёмные, гладко зачёсанные назад волосы и тонкие усы» позволяли ему играть широкий спектр «характерных ролей — от скользкого злодея, до комика и бизнесмена». Благодаря «безупречным костюмам и утончённым манерам» он также часто воплощал на экране «разного рода отвергнутых мужей, обманутых ухажёров, хитрых политиков, бойких адвокатов и тёмных детективов». Он также преуспел в остроумных фразах и остротах, которые были типичны для суровых фильмов Warner Brothers в 1930-е и 1940-е годы. Свои лучшие годы Кауэн провёл на студии Warner Bros., где в 1940-е годы сыграл несколько существенных характерных ролей, в частности, в фильмах «Большая Сьерра» (1941) и «Мальтийский сокол» (1941). Позднее, по словам историка кино Хэла Эриксона, характерный для Кауэна образ «беспринципной вежливости уступил место респектабельности», благодаря чему он «идеально вписался в роль нового босса Дэгвуда, мистера Радклиффа, в нескольких фильмах киносериала про Блонди» (1946—1948). В 1950—1960-е годы Кауэн идеально вписался в телевидение, регулярно появляясь в эпизодах различных сериалов, как драматических, так и комедийных — от «Перри Мейсона» (1957) до «Семейки монстров» (1966).

## Личная жизнь
С 1928 года и вплоть до своей смерти в 1972 году Кауэн был женат на Хелен Додж, у пары родилось двое детей — Сюзанна и Диана.

## Смерть
Джером Кауэн умер 24 января 1972 года в Медицинском центре в Энсино, Калифорния. Ему было 74 года.

## Фильмография
| Год        |    | Русское название                          | Оригинальное название                  | Роль                                     |
| ---------- | -- | ----------------------------------------- | -------------------------------------- | ---------------------------------------- |
| 1936       | ф  | Любимый враг                              | Beloved Enemy                          | Тим О'Рурк                               |
| 1937       | ф  | Ураган                                    | The Hurricane                          | капитан Нэгл                             |
| 1937       | ф  | Жизнь даётся один раз                     | You Only Live Once                     | доктор Хилл                              |
| 1937       | ф  | Потанцуем?                                | Shall We Dance                         | Артур Миллер                             |
| 1937       | ф  | Новые лица 1937 года                      | New Faces of 1937                      | Роберт Хант                              |
| 1937       | ф  | Моды 1938 года                            | Vogues of 1938                         | У. Броктон                               |
| 1938       | ф  | Безумства Голдвина                        | The Goldwyn Follies                    | режиссёр                                 |
| 1938       | ф  | Там всегда женщины                        | There's Always a Woman                 | Ник Шейн                                 |
| 1939       | ф  | Сент-Луис блюз                            | St. Louis Blues                        | Айван Дебретт                            |
| 1939       | ф  | Святой наносит ответный удар              | The Saint Strikes Back                 | Каллис                                   |
| 1939       | ф  | Восточная сторона небес                   | East Side of Heaven                    | Клаудиус Де Вольф                        |
| 1939       | ф  | Экспресс изгнания                         | Exile Express                          | Пол Брэндт                               |
| 1939       | ф  | Дело об убийстве Грейси Аллен             | The Gracie Allen Murder Case           | Дээниел Мирч                             |
| 1939       | ф  | Замужем за копом                          | She Married a Cop                      | Боб Адамс                                |
| 1939       | ф  | Старая дева                               | The Old Maid                           | Джо Рэлстон                              |
| 1939       | ф  | Великий Виктор Херберт                    | The Great Victor Herbert               | Барни Харрис                             |
| 1940       | ф  | Волк Нью-Йорка                            | Wolf of New York                       | Косгрейв                                 |
| 1940       | ф  | Замок на Гудзоне                          | Castle on the Hudson                   | Эд Кроули                                |
| 1940       | ф  | Подставили                                | Framed                                 | Монти де Гранвилль                       |
| 1940       | ф  | Мама! Он строит мне глазки                | Ma! He's Making Eyes at Me             | Тед Картер                               |
| 1940       | ф  | Выжженная зона                            | Torrid Zone                            | Боб Андерсон                             |
| 1940       | ф  | Завоевать город                           | City for Conquest                      | Датч                                     |
| 1940       | ф  | Куотербек                                 | The Quarterback                        | Тауни                                    |
| 1940       | ф  | Знакомьтесь с Диким котом                 | Meet the Wildcat                       | Дигби Впндерхуд III                      |
| 1940       | ф  | Улица воспоминаний                        | Street of Memories                     | мистер Гауэр                             |
| 1940       | ф  | Музыкальное ранчо                         | Melody Ranch                           | Томми Саммервилл                         |
| 1940       | ф  | Победа                                    | Victory                                | Мартин Рикардо                           |
| 1941       | ф  | Высокая Сьерра                            | High Sierra                            | Хили                                     |
| 1941       | ф  | Загон                                     | The Round Up                           | Уэйд Макги                               |
| 1941       | ф  | Великая ложь                              | The Great Lie                          | Джок Томпсон                             |
| 1941       | ф  | Почтительнейше ваш                        | Affectionately Yours                   | Каллен                                   |
| 1941       | ф  | Женщина из Сингапура                      | Singapore Woman                        | Джим Норт                                |
| 1941       | ф  | Слишком много блондинок                   | Too Many Blondes                       | Тед Бронсон                              |
| 1941       | ф  | Берег в тумане                            | Out of the Fog                         | ассистент окружного прокурора            |
| 1941       | ф  | Поцелуи на завтрак                        | Kisses for Breakfast                   | Лусиус Лоример                           |
| 1941       | ф  | Из грязи в князи                          | Rags to Riches                         | маршал Эбботт                            |
| 1941       | ф  | Попрощайся с мальчиками                   | Kiss the Boys Goodbye                  | Берт Фишер                               |
| 1941       | ф  | Одной ногой в раю                         | One Foot in Heaven                     | доктор Хорриган                          |
| 1941       | ф  | Мальтийский сокол                         | The Maltese Falcon                     | Майлс Арчер                              |
| 1942       | ф  | Звуки горна                               | The Bugle Sounds                       | мистер Николс                            |
| 1942       | ф  | Джентльмен в душе                         | A Gentleman at Heart                   | Финчли                                   |
| 1942       | ф  | Мистер и миссис Норт                      | Mr. and Mrs. North                     | Бен Уилсон                               |
| 1942       | ф  | Лил из Фриско                             | Frisco Lil                             | Винс Уоррен                              |
| 1942       | ф  | Девушка из Аляски                         | The Girl from Alaska                   | Рэйвенхилл                               |
| 1942       | ф  | Полнолуние                                | Moontide                               | доктор Фрэнк Бразерс                     |
| 1942       | ф  | Разными глазами                           | Thru Different Eyes                    | Джим Гарднер                             |
| 1942       | ф  | Джоанна из Озарка                         | Joan of Ozark                          | Филлип Мансон                            |
| 1942       | ф  | Улица удачи                               | Street of Chance                       | Билл Дидрих                              |
| 1942       | ф  | Кто это сделал?                           | Who Done It?                           | Марко Хеллер                             |
| 1943       | ф  | Не место для леди                         | No Place for a Lady                    | Эдди Мур                                 |
| 1943       | ф  | День леди                                 | Ladies' Day                            | Апдайк (банкир)                          |
| 1943       | ф  | Серебряные шпоры                          | Silver Spurs                           | Джерри Джонсон                           |
| 1943       | ф  | Эй, моряк                                 | Hi'ya, Sailor                          | Лу Ашер                                  |
| 1943       | ф  | Найти шантажиста                          | Find the Blackmailer                   | Д.Л. Триз                                |
| 1943       | ф  | Самое странное дело Криминального доктора | The Crime Doctor's Strangest Case      | Мэллори Картрайт                         |
| 1943       | ф  | Песня Бернадетт                           | The Song of Bernadette                 | император Луи Наполеон III               |
| 1943       | ф  | Миссия в Москву                           | Mission to Moscow                      | Спендлер (в титрах не указан)            |
| 1944       | ф  | Преступление ночью                        | Crime by Night                         | Сэм Кэмпбелл                             |
| 1944       | ф  | Спой куплет                               | Sing a Jingle                          | Эндрюз                                   |
| 1944       | ф  | Мистер Скеффингтон                        | Mr. Skeffington                        | Эдвард Моррисон                          |
| 1944       | ф  | На Юге                                    | South of Dixie                         | Билл «Брейнс» Уотсон                     |
| 1944       | ф  | Менестрель                                | Minstrel Man                           | Билл Эванс                               |
| 1944       | ф  | Гостья в доме                             | Guest in the House                     | мистер Хэккетт                           |
| 1945       | ф  | Туманный остров                           | Fog Island                             | Кавано                                   |
| 1945       | ф  | Смелость Криминального доктора            | The Crime Doctor's Courage             | Джефферс «Джефф» Джером                  |
| 1945       | ф  | Медовый месяц солдата                     | G.I. Honeymoon                         | Эйс Ренальдо                             |
| 1945       | ф  | Белокурый выкуп                           | Blonde Ransom                          | Айс Ларсон                               |
| 1945       | ф  | Пленник джунглей                          | The Jungle Captive                     | детектив У.Л Харриган                    |
| 1945       | ф  | Поездка к счастью                         | Hitchhike to Happiness                 | Тони Риггс                               |
| 1945       | ф  | Развод                                    | Divorce                                | Джим Дрисколл                            |
| 1945       | ф  | За городскими огнями                      | Behind City Lights                     | Перри Борден                             |
| 1945       | ф  | Достать подтяжки Герти                    | Getting Gertie's Garter                | Билли                                    |
| 1946       | ф  | Малыш из Бруклина                         | The Kid from Brooklyn                  | ведущий боя                              |
| 1946       | ф  | Способ любить                             | One Way to Love                        | А. Джей. Гюнтер                          |
| 1946       | ф  | Моя репутация                             | My Reputation                          | Джордж Ван Орман                         |
| 1946       | ф  | Клаудия и Дэвид                           | Claudia and David                      | Брайан О'Тул                             |
| 1946       | ф  | Крайний срок — на рассвете                | Deadline at Dawn                       | Лестер Брейди                            |
| 1946       | ф  | Убийство в мюзик-холле                    | Murder in the Music Hall               | Джордж Морган                            |
| 1946       | ф  | Ночь в раю                                | Night in Paradise                      | Скрайб                                   |
| 1946       | ф  | Увлекательная неделя                      | One Exciting Week                      | Эл Картер                                |
| 1946       | ф  | Крайний срок для убийства                 | Deadline for Murder                    | Линч                                     |
| 1946       | ф  | Мистер Эйс                                | Mr. Ace                                | Питер Крейг                              |
| 1946       | ф  | Полёт в никуда                            | Flight to Nowhere                      | Джеральд Портер                          |
| 1946       | ф  | Блонди знает лучше                        | Blondie Knows Best                     | Чарльз Пибоди                            |
| 1947       | ф  | Сброд                                     | Riff-Raff                              | Уолтер Гредсон                           |
| 1947       | ф  | Идеальный брак                            | The Perfect Marriage                   | Эддисон Мэннинг                          |
| 1947       | ф  | Неверная                                  | The Unfaithful                         | прокурор                                 |
| 1947       | ф  | Выходной Блонди                           | Blondie's Holiday                      | Джордж М. Радклифф                       |
| 1947       | ф  | Чудо на 34-й улице                        | Miracle on 34th Street                 | окружной прокурор Томас Мара             |
| 1947       | ф  | Ложная тревога                            | Cry Wolf                               | сенатор Колдвелл                         |
| 1947       | ф  | Обломки                                   | Driftwood                              | мэр Снайдер                              |
| 1947       | ф  | Блонди в тесте                            | Blondie in the Dough                   | Джордж Радклифф                          |
| 1947       | ф  | Опасные годы                              | Dangerous Years                        | Уэстон                                   |
| 1947       | ф  | Юбилей Блонди                             | Blondie's Anniversary                  | Джордж М. Радклифф                       |
| 1947       | ф  | Большое событие у Блонди                  | Blondie's Big Moment                   | Джордж М. Радклифф (в титрах не указан)  |
| 1948       | ф  | Артур выходит на первый план              | Arthur Takes Over                      | Джордж Брэдфорд                          |
| 1948       | ф  | Так вот каков Нью-Йорк                    | So This Is New York                    | Фрэнсис Гриффин                          |
| 1948       | ф  | Вознаграждение Блонди                     | Blondie's Reward                       | Джордж М. Радклифф                       |
| 1948       | ф  | Дама без кавалера                         | Wallflower                             | Роберт «Боб» Джеймс                      |
| 1948       | ф  | У ночи тысяча глаз                        | Night Has a Thousand Eyes              | Уитни Кортленд                           |
| 1948       | ф  | Июньская невеста                          | June Bride                             | Карлтон Таун                             |
| 1948       | ф  | Тайна Блонди                              | Blondie's Secret                       | Джордж Радклифф                          |
| 1949       | ф  | Серия Жизнь Святого Павла                 | Life of St. Paul Series                | Деметрий                                 |
| 1949       | ф  | Большое дело Блонди                       | Blondie's Big Deal                     | Джордж М. Радклифф                       |
| 1949       | ф  | Источник                                  | The Fountainhead                       | Алва Скаррет                             |
| 1949       | ф  | Девушка из Джонс-Бич                      | The Girl from Jones Beach              | мистер Грейвс, адвокат Рут               |
| 1949       | ф  | Место преступления                        | Scene of the Crime                     | Артур Вебсон                             |
| 1949       | ф  | Блонди срывает джекпот                    | Blondie Hits the Jackpot               | Джордж Радклифф                          |
| 1949       | ф  | Всегда оставляй их смеющимися             | Always Leave Them Laughing             | Эллиотт Монтгомери                       |
| 1950       | ф  | Джо Палука встречает Хамфри               | Joe Palooka Meets Humphrey             | Белден                                   |
| 1950       | ф  | Трубач                                    | Young Man with a Horn                  | Филл Моррисон                            |
| 1950       | ф  | История в Вест-Пойнте                     | The West Point Story                   | мистер Джослин                           |
| 1950       | ф  | Даллас                                    | Dallas                                 | Мэтт Култер                              |
| 1950       | ф  | Пегги                                     | Peggy                                  | Фред Коллинз                             |
| 1950       | ф  | Когда ты улыбаешься                       | When You're Smiling                    | Герберт Рейнольдс                        |
| 1950       | ф  | Девушка с «Фуллер Браш»                   | The Fuller Brush Girl                  | Харви Симпсон                            |
| 1951       | ф  | Толстяк                                   | The Fat Man                            | лейтенант полиции Старк                  |
| 1951       | ф  | Криминальный адвокат                      | Criminal Lawyer                        | Уолтер Медфорд                           |
| 1951       | ф  | Диск-жокей                                | Disc Jockey                            | Марли                                    |
| 1951       | с  | Телевизионный театр «Филко»               | The Philco Television Playhouse        | (1 эпизод)                               |
| 1951       | с  | Телевизионный час «Форда»                 | The Ford Theatre Hour                  | Декстер (1 эпизод)                       |
| 1951       | с  | Шоу Билли Роуза                           | The Billy Rose Show                    | (1 эпизод)                               |
| 1951       | с  | Саспенс                                   | Suspense                               | (1 эпизод)                               |
| 1951       | с  | Театр «Бигелоу»                           | The Bigelow Theatre                    | (1 эпизод)                               |
| 1951—1953  | с  | Сеть                                      | The Web                                | разные роли (4 эпизода)                  |
| 1951—1956  | с  | Видеотеатр «Люкс»                         | Lux Video Theatre                      | разные роли (4 эпизода)                  |
| 1951—1957  | с  | Первая студия                             | Studio One                             | разные роли (3 эпизода)                  |
| 1951—1957  | с  | Театр «Армстронга»                        | Armstrong Circle Theatre               | разные роли (3 эпизода)                  |
| 1952       | ф  | Великолепное приключение                  | Magnificent Adventure                  |                                          |
| 1952       | с  | Мой герой                                 | My Hero                                | мистер Норман (1 эпизод)                 |
| 1952       | с  | Не для печати                             | Not for Publication                    | Коллинз (6 эпизодов)                     |
| 1952       | с  | Приключения Эллери Куина                  | The Adventures of Ellery Queen         | Антон Руселл (1 эпизод)                  |
| 1952—1953  | с  | Театр звёзд «Шлитц»                       | Schlitz Playhouse of Stars             | разные роли (2 эпизода)                  |
| 1953       | ф  | Система                                   | The System                             | Барри Х. Брейди                          |
| 1953       | с  | Бифф Бейкер, США                          | Biff Baker, U.S.A.                     | Фрэнки Уоллер / мистер Старк (1 эпизод)  |
| 1953       | с  | Мистер и миссис Норт                      | Mr. & Mrs. North                       | Марк Феррар (1 эпизод)                   |
| 1953—1957  | с  | Доблестная леди                           | Valiant Lady                           | Фрэнк Эмерсон (постоянная роль)          |
| 1953—1961  | с  | Театр «Дженерал Электрик»                 | General Electric Theater               | разные роли (3 эпизода)                  |
| 1954       | с  | Телевизионный театр «Крафт»               | Kraft Television Theatre               | (1 эпизод)                               |
| 1954       | с  | Телевизионный час «Моторолы»              | The Motorola Television Hour           | (1 эпизод)                               |
| 1954       | с  | Смотри и живи                             | Look Up and Live                       | разные роли (2 эпизод)а                  |
| 1956       | с  | Театр кинорежиссёров                      | Screen Directors Playhouse             | Льюис (1 эпизод)                         |
| 1956       | с  | Звезда сегодня вечером                    | Star Tonight                           | разные роли (2 эпизода)                  |
| 1956       | с  | Современные романы                        | Modern Romances                        | Пол (5 эпизодов)                         |
| 1956       | с  | Час «Алкоа»                               | The Alcoa Hour                         | Гарри Арчер (1 эпизод)                   |
| 1956       | с  | Зал звёзд «Шеврон»                        | Chevron Hall of Stars                  | Хистон (1 эпизод)                        |
| 1957       | с  | Телефонное время                          | Telephone Time                         | суперинтендант (1 эпизод)                |
| 1957       | с  | Телевизионный театр Goodyear              | Goodyear Television Playhouse          | Чарли Кэссиди (1 эпизод)                 |
| 1957— 1959 | с  | Правдивая история                         | True Story                             | разные роли (2 эпизода)                  |
| 1959       | ф  | Есть ракета – полетим                     | Have Rocket -- Will Travel             | Джей П. Морс                             |
| 1959       | с  | Секреты Нью-Йорка                         | New York Confidential                  | Зиммер (1 эпизод)                        |
| 1959       | с  | Аляскинцы                                 | The Alaskans                           | Хоратио Стайлс (1 эпизод)                |
| 1959       | с  | Фиббер Макджи и Молли                     | Fibber McGee and Molly                 | Бентон (1 эпизод)                        |
| 1959       | с  | Шоу Гейл Сторм: О! Сюзанна                | The Gale Storm Show: Oh! Susanna       | Скитч Мейсон (1 эпизод)                  |
| 1959       | с  | Тонкий человек                            | The Thin Man                           | Фалтон (1 эпизод)                        |
| 1959       | с  | Перри Мейсон                              | Perry Mason                            | разные роли (2 эпизода)                  |
| 1959       | с  | Сыромятная плеть                          | Rawhide                                | судья Джеральд Т. Креншоу (1 эпизод)     |
| 1959       | с  | Сумеречная зона                           | The Twilight Zone                      | Джерри Хернден (1 эпизод)                |
| 1959—1960  | с  | Бэт Мастерсон                             | Bat Masterson                          | разные роли (3 эпизода)                  |
| 1959—1963  | с  | Сансет-Стрип, 77                          | 77 Sunset Strip                        | разные роли (3 эпизода)                  |
| 1960       | ф  | Визит на маленькую планету                | Visit to a Small Planet                | Джордж Аберкромби                        |
| 1960       | ф  | Частная собственность                     | Private Property                       | Эд Хогейт                                |
| 1960       | с  | Маркем                                    | Markham                                | доктор Карл Лукас (1 эпизод)             |
| 1960       | с  | Миллионер                                 | The Millionaire                        | Макс Гудсон(1 эпизод)                    |
| 1960       | с  | Ричард Даймонд, частный детектив          | Richard Diamond, Private Detective     | Марвелло (1 эпизод)                      |
| 1960       | с  | Шоу Дины Шор                              | The Dinah Shore Chevy Show             | мистер Дэна (1 эпизод)                   |
| 1960—1963  | с  | Семья Маккой                              | The Real McCoys                        | разные роли (3 эпизода)                  |
| 1960       | с  | Приключения в раю                         | Adventures in Paradise                 | Харви Карлтон (1 эпизод)                 |
| 1960       | с  | Детективное шоу «Шеви»                    | The Chevy Mystery Show                 | разные роли (2 эпизода)                  |
| 1960       | с  | Маршал США                                | U.S. Marshal                           | Эмори Брок (1 эпизод)                    |
| 1960       | с  | Шоу Денниса О’Кифа                        | The Dennis O'Keefe Show                | Эд Холлстер (2 эпизода)                  |
| 1960       | с  | Отель де Пари                             | Hotel de Paree                         | полковник Партингтон (1 эпизод)          |
| 1960       | с  | Натянутый канат                           | Tightrope                              | Фрэнк Тил (1 эпизод)                     |
| 1960       | с  | Филип Марлоу                              | Philip Marlowe                         | Конвей (1 эпизод)                        |
| 1960       | с  | Клондайк                                  | Klondike                               | судья Бикл (1 эпизод)                    |
| 1960— 1962 | с  | Шоу Тэба Хантера                          | The Tab Hunter Show                    | Джон Ларсен (32 эпизода)                 |
| 1960 —1962 | с  | Вне закона                                | Outlaws                                | разные роли (2 эпизода)                  |
| 1961       | ф  | Всей работы на одну ночь                  | All in a Night's Work                  | Сэм Уивер                                |
| 1961       | ф  | Пригоршня чудес                           | Pocketful of Miracles                  | мэр                                      |
| 1961       | с  | Пит и Глэдис                              | Pete and Gladys                        | (1 эпизод)                               |
| 1961       | с  | Гавайский детектив                        | Hawaiian Eye                           | Артиниус Ф. Брекенридж(1 эпизод)         |
| 1961       | с  | Лучшее от «Пост»                          | The Best of the Post                   | Хорас Грили (1 эпизод)                   |
| 1961       | с  | Обнажённый город                          | Naked City                             | Карл Террис (1 эпизод)                   |
| 1961       | с  | Освободите место для папочки              | Make Room for Daddy                    | судья Палмер (1 эпизод)                  |
| 1962       | тф | Дочь фермера                              | The Farmer's Daughter                  | Финли                                    |
| 1962       | с  | Шоу Джои Бишопа                           | The Joey Bishop Show                   | мистер Грант (1 эпизод)                  |
| 1962       | с  | Парашют                                   | Ripcord                                | Стюарт Феррис (1 эпизод)                 |
| 1962       | с  | Широкие просторы                          | Wide Country                           | Бен Стентон (1 эпизод)                   |
| 1962       | с  | Мистер Смит едет в Вашингтон              | Mr. Smith Goes to Washington           | Джей С. Стоувер (1 эпизод)               |
| 1962       | с  | Автобусная остановка                      | Bus Stop                               | (1 эпизод)                               |
| 1962       | с  | Театр ‘62                                 | Theatre '62                            | (1 эпизод)                               |
| 1962       | с  | Цель - коррупционеры                      | Target: The Corruptors                 | А. Джей Бейлисс (1 эпизод)               |
| 1962— 1963 | с  | Идти своим путём                          | Going My Way                           | мистер Мёрфи (2 эпизода)                 |
| 1963       | ф  | Выбор критиков                            | Critic's Choice                        | Джо Розенфилд                            |
| 1963       | ф  | Проклятый зоопарк                         | Black Zoo                              | Джерри Стенгел                           |
| 1963       | с  | Гриндл                                    | Grindl                                 | Джеймс А. Хэкеберри (1 эпизод)           |
| 1963       | с  | Боб Хоуп представляет Театр «Крайслер»    | Bob Hope Presents the Chrysler Theatre | мистер Брайант (1 эпизод)                |
| 1963       | с  | Мой любимый марсианин                     | My Favorite Martian                    | доктор Джексон (1 эпизод)                |
| 1964       | ф  | Козёл отпущения                           | The Patsy                              | бизнесмен (в титрах не указан)           |
| 1964       | с  | Всего хорошего                            | Many Happy Returns                     | мистер Фокс (1 эпизод)                   |
| 1964       | с  | Дестри                                    | Destry                                 | Х. Б. Граббс (1 эпизод)                  |
| 1964— 1965 | с  | Магнат                                    | The Tycoon                             | Вилсон (2 эпизода)                       |
| 1964       | с  | Бонанза                                   | Bonanza                                | мистер Торнбридж (1 эпизод)              |
| 1965       | ф  | Джон Голдфарб, пожалуйста, иди домой!     | John Goldfarb, Please Come Home!       | Бринкли (посол США в Фавизе)             |
| 1965       | с  | Тэмми                                     | Tammy                                  | мистер Виммс (1 эпизод)                  |
| 1965       | с  | Театр саспенса «Крафт»                    | Kraft Suspense Theatre                 | Сэм Бикер (1 эпизод)                     |
| 1965       | с  | ОК Крэкерби!                              | O.K. Crackerby!                        | Хантингтон Хоуторн II (1 эпизод)         |
| 1966       | ф  | Пенелопа                                  | Penelope                               | управляющий банком                       |
| 1966       | ф  | Фрэнки и Джонни                           | Frankie and Johnny                     | Джо Уилбур (в титрах не указан)          |
| 1966       | с  | Дэниэл Бун                                | Daniel Boone                           | Джеремия Лумис (1 эпизод)                |
| 1966       | с  | Отпускной театр                           | Vacation Playhouse                     | Бренсли Гордон (1 эпизод)                |
| 1966       | с  | Семейка монстров                          | The Munsters                           | Тед Тетчер (1 эпизод)                    |
| 1966       | с  | Гомер Куча, морпех                        | Gomer Pyle: USMC                       | Дэн Кёртис (1 эпизод)                    |
| 1966       | с  | Шоу Люси                                  | The Lucy Show                          | доктор Меткалф (1 эпизод)                |
| 1967       | ф  | Гномомобиль                               | The Gnome-Mobile                       | доктор Рэмзи                             |
| 1968       | с  | Мачехи                                    | The Mothers-In-Law                     | мистер Хеджес (1 эпизод)                 |
| 1969       | ф  | Комик                                     | The Comic                              | Лоренс                                   |
| 1970       | с  | Зеленые просторы                          | Green Acres                            | Вилсон (1 эпизод)                        |
| 1970       | с  | Это Люси                                  | Here's Lucy                            | мистер Гэри, председатель (1 эпизод)     |
| 1970       | с  | Шоу Дорис Дэй                             | The Doris Day Show                     | мировой судья Уильям Форестер (1 эпизод) |
| 1970       | с  | Шоу Дебби Рейнолдс                        | The Debbie Reynolds Show               | Ловенфилд (1 эпизод)                     |
| 1971       | с  | Джулия                                    | Julia                                  | адмирал Хили (1 эпизод)                  |
| 1971       | с  | Прозвища Смит и Джонс                     | Alias Smith and Jones                  | Валдо Хенесси(1 эпизод)                  |